# Česko na Halovém mistrovství světa v atletice 2003

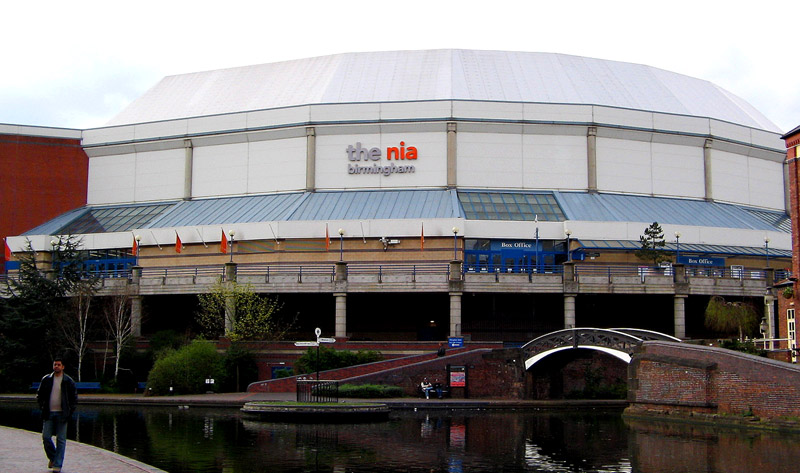
Hala The NIA v Birmighamu

Halového MS v atletice 2003 se ve dnech 14. – 16. března účastnilo 9 českých atletů (8 mužů a 1 žena). Šampionát probíhal v anglickém Birminghamu v hale National Indoor Arena (The NIA), kde se o čtyři roky později uskutečnilo také halové ME v atletice.
Jediný cenný kov vybojoval vícebojař Roman Šebrle, jenž na stupních vítězů obdržel bronz. Tomáš Dvořák sedmiboj dokončil na 5. místě. Zklamáním skončilo vystoupení českých tyčkařů, kterým se nepodařilo postoupit z kvalifikace.
Jedinou českou atletkou byla výškařka Iva Straková, jež v kvalifikaci obsadila 13. místo. Původně měla na halové MS odcestovat i tyčkařka Pavla Hamáčková. Svoji účast ale musela nakonec odřeknout, kvůli zraněnému kotníku a nemohla tak obhajovat titul z předchozího šampionátu v Lisabonu.

## Výsledky

### Muži
| Atlet            | Disciplína    | Kvalifikace | Kvalifikace | Rozběh  | Rozběh   | Semifinále | Semifinále | Finále      | Finále      |
| Atlet            | Disciplína    | Výkon       | Umístění    | Výkon   | Umístění | Výkon      | Umístění   | Výkon       | Umístění    |
| ---------------- | ------------- | ----------- | ----------- | ------- | -------- | ---------- | ---------- | ----------- | ----------- |
| Roman Oravec     | 800 m         |             |             | 1:49,66 | 14.      | 1:48,73    | 10.        | nepostoupil | nepostoupil |
| Michal Šneberger | 1500 m        |             |             | 3:48,65 | 21.      |            |            | nepostoupil | nepostoupil |
| Jaroslav Bába    | Skok do výšky | 2,25 m      | 3. =        |         |          |            |            | 2,25 m      | 9.          |
| Tomáš Janků      | Skok do výšky | 2,25 m      | 3. =        |         |          |            |            | 2,25 m      | 6.          |
| Štěpán Janáček   | Skok o tyči   | 5,55 m      | 11. =       |         |          |            |            | nepostoupil | nepostoupil |
| Adam Ptáček      | Skok o tyči   | 5,55 m      | 10.         |         |          |            |            | nepostoupil | nepostoupil |

Sedmiboj
| Tomáš Dvořák  | Sedmiboj    |          |       |          |
| Tomáš Dvořák  | Disciplína  | Výsledek | Body  | Umístění |
| ------------- | ----------- | -------- | ----- | -------- |
|               | Běh na 60 m | 7,17 s   | 823   | 7.       |
| Skok daleký   | 7,21 m      | 864      | 8.    |          |
| Vrh koulí     | 16,00 m     | 851      | 4.    |          |
| Skok do výšky | 2,02 m      | 822      | 6.    |          |
| 60 m přek.    | 8,04 s      | 972      | 6.    |          |
| Skok o tyči   | 4,70 m      | 819      | 7.    |          |
| Běh na 1000 m | 2:41,79     | 854      | 1.    |          |
| Celkově       |             |          | 6 005 | 5.       |

| Roman Šebrle  | Sedmiboj    |          |       |                  |
| Roman Šebrle  | Disciplína  | Výsledek | Body  | Umístění         |
| ------------- | ----------- | -------- | ----- | ---------------- |
|               | Běh na 60 m | 7,07 s   | 858   | 3.               |
| Skok daleký   | 7,62 m      | 965      | 2.    |                  |
| Vrh koulí     | 15,20 m     | 802      | 5.    |                  |
| Skok do výšky | 2,08 m      | 878      | 3.    |                  |
| 60 m přek.    | 8,02 s      | 977      | 3.    |                  |
| Skok o tyči   | 5,00 m (PB) | 910      | 3.    |                  |
| Běh na 1000 m | 2:46,20     | 806      | 3.    |                  |
| Celkově       |             |          | 6 196 | Bronzová medaile |

### Ženy
| Atletka      | Disciplína    | Kvalifikace | Kvalifikace | Rozběh | Rozběh   | Semifinále | Semifinále | Finále       | Finále       |
| Atletka      | Disciplína    | Výkon       | Umístění    | Výkon  | Umístění | Výkon      | Umístění   | Výkon        | Umístění     |
| ------------ | ------------- | ----------- | ----------- | ------ | -------- | ---------- | ---------- | ------------ | ------------ |
| Iva Straková | Skok do výšky | 1,90 m      | 13. =       |        |          |            |            | nepostoupila | nepostoupila |